# Unicorn Darts
Unicorn Darts ist eine englische Firma zur Produktion von Artikeln für den Dartsport. Einige Standards im aktuellen Dartsport gehen auf Entwicklungen von Unicorn zurück. Unicorn ist Marktführer bei Sportartikeln für den Dartsport. Markeninhaber ist die Unicorn Products Ltd. mit Sitz in London. Zum Unternehmen gehören weitere Sportartikelmarken für verschiedene Sportarten. Das Unternehmen veröffentlicht keine Umsatzzahlen. Der Werbeslogan des Unternehmens lautet „The Big Name in Darts“.

## Entwicklung
Die in Crockham Hill im englischen Kent ansässige Firma wurde 1937 durch Frank Lowy gegründet. Lowy nahm zur Firmengründung die Tatsache zum Anlass, dass bis dahin Dartpfeile einzeln „aus der Tonne“, also nicht nach Größe, Form und Gewicht sortiert, verkauft wurden. Daher fertigte er das erste Dreier-Set Dartpfeile namens „Silver Comet“.
Die Firma widmete sich der Verbesserung des Materials für den Dartsport und konnte einige Entwicklungen präsentieren, die heutzutage State-of-the-art im Dartsport sind. 1949 führte Unicorn als Neuerung Pfeile in verschiedenen Gewichtsklassen ein. Später wurden von Unicorn die heute üblichen aus einem Stück gefertigten Flights eingeführt, ab 1955 auch in bedruckter Form. Weitere Neuerungen wie austauschbare Stahlschäfte folgten. Nach Erlöschen des Patentschutzes für die Sisal-Scheibe von Nodor fertigte Unicorn Darts eigene Scheiben, aber auch Kleinstzubehör bis Bekleidung.
Seit 2008 entwickelt Unicorn spezielle Darts, bekannt unter dem Namen „Sigma“. Die Spieler können hierbei ihre Darts auf ihren Wurfstil und die persönlichen Vorlieben bezüglich Barrelform, Grip und Gewicht selbst abstimmen. Bei der Weltmeisterschaft 2008/09 spielte Phil Taylor mit den „Phase 5“ Darts, einer Weiterentwicklung der „Sigma“, in Kombination mit „John Lowe“ Darts, und konnte damit das Turnier für sich entscheiden.

## Der moderne Dartsport
Mittels frühzeitigem Sponsoring unterstützte Unicorn Darts die Professionalisierung des Dartsportes. Bereits in den 1950er Jahren förderte man die „The News of the World Championships“ und konnte deren Bedeutung soweit steigern, dass die Finalpartien bereits im BBC-Radio übertragen wurden. Diese Turnierserie endete mit der Saison 1989/90 und wurde 1996/97 noch einmal kurzzeitig wiederbelebt.
1975 und 1976 veranstaltete man die „Unicorn World Darts Championship“ und stattete diese Turniere mit für damalige Verhältnisse hohen Preisgeldern aus. In der Folge gelang der Dartsport mehr in den Fokus der Öffentlichkeit und insbesondere der Medien (Fernsehen). Die Sportsendung „ITV's World of Sport“ übertrug und erzielte höhere Zuschauerquoten als die BBC mit der Übertragung von Ruderwettbewerben.
Heute ist Unicorn Sponsor vieler professioneller Top-Spieler und Ausrüster vieler der bekanntesten und wichtigsten Verbände und Turniere, wie etwa der Professional Darts Corporation und den PDC World Darts Championship.
Bis 2016 haben (zum Zeitpunkt des Titelgewinns) bei Unicorn unter Vertrag stehende Dartsportler 26 Weltmeistertitel errungen.
Am 31. Januar 2022 wurde bekannt, dass Unicorn nicht mehr Sponsor der Dartboards für die Turniere der PDC ist. Nachfolger wurde Winmau.